# Néa Moudaniá
Néa Moudaniá, en grec moderne : Νέα Μουδανιά, souvent appelé "Moudania", est un village du dème de Néa Propontída, district régional de Chalcidique, en Macédoine-Centrale, Grèce.
Selon le recensement de 2011, la population du village s'élève à 9 342 habitants. 